# Magnolia guangdongensis
Magnolia guangdongensis este o specie de plante din genul Magnolia, familia Magnoliaceae. A fost descrisă pentru prima dată de Y.H.Yan, Q.W.Zeng și Fu Wu Xing, și a primit numele actual de la Hans Peter Nooteboom. Conform Catalogue of Life specia Magnolia guangdongensis nu are subspecii cunoscute.